# Mesoleptus internecivus
Mesoleptus internecivus är en stekelart som först beskrevs av Forster 1876.  Mesoleptus internecivus ingår i släktet Mesoleptus och familjen brokparasitsteklar. Inga underarter finns listade i Catalogue of Life.